# カンボジア作戦
カンボジア作戦（カンボジア介入またはカンボジア侵攻とも呼ばれる）は、ベトナム戦争の進展から1970年にカンボジア東部で実施されたアメリカ軍とベトナム共和国軍（南ベトナム軍, ARVN）による一連の軍事作戦であり、後のカンボジア内戦へと続いていく。これらの侵攻はリチャード・ニクソン米大統領の方針に従って行われた。4月29日から7月22日までは南ベトナム軍によって、また5月1日から6月30日まではアメリカ軍によって合わせて13の大きな作戦が実施された。
作戦の目的は、カンボジアの東部国境地域に展開する約40,000人規模のベトナム人民軍（北ベトナム軍, PAVN）と南ベトナム民族解放戦線（ベトコン, NLF）の部隊を駆逐することにあった。当時はカンボジア政府の形式的な中立性と軍事的脆弱性のため、その区域はベトナム共産主義勢力が国境超え作戦のための拠点を確立できるほど安全な場所になっていた。米国がベトナム化政策と撤兵に移行しつつある中、国境越えの脅威を排除することで南ベトナム政府を支援しようと試みたものである。
国王のノロドム・シハヌークが解任されて親米派のロン・ノル将軍へと政権が移る1970年のカンボジア政変（クーデター）が、共産主義側の拠点を破壊する機会を与えた。ロン・ノル南ベトナム政権による一連の作戦はいくつかの町を占拠したが、ベトコンの軍事的および政治的指導者はかろうじて非常線を脱出した。米軍と南ベトナム軍の同盟軍事作戦は、共産主義軍をさほど駆逐することもできず、南部中央局(COSVN)として知られる軍中枢部を捕らえることにも失敗したが、カンボジアにて大量に物資を鹵獲した点が成功だと言われるようになった。

## 背景
北ベトナム軍は比較的人口の少ないカンボジア東部の大部分を、南ベトナムでの激闘から退却した際そこに入れば攻撃を受けずに休息および再編成ができる「聖域」として活用していた。これらの拠点エリアはまた、北ベトナム軍およびベトコンによって、この地域にシハヌークトレイルで輸送された大量の武器や物資を保管する用途にも使われていた。北ベトナム軍は1963年時点で既にカンボジア領内への進出を開始していた。1966年、東南アジアにおける共産主義勢力の最終的な勝利を確信し、また自らの体制の将来に不安を抱いていたカンボジア国王ノロドム・シハヌークは中華人民共和国との間で協定を結び、カンボジア領内に共産主義勢力の為の恒久的な基地の設置および補給目的でのシハヌークビルの港湾施設の使用を認めた。

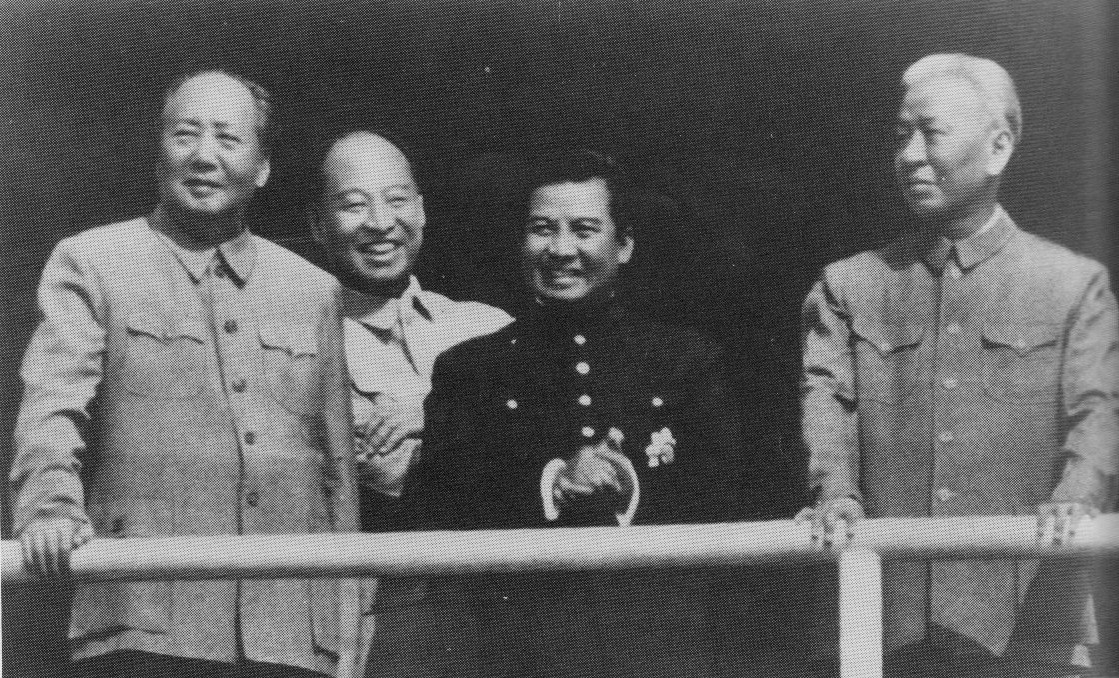
北京を訪問したシハヌークと毛沢東、彭真、劉少奇

1968年、クメール・ルージュと呼ばれるカンボジア先住民族の共産主義運動が、シハヌーク政権打倒のための反政府活動を始めた。当時、彼らは非常に限られた北ベトナムからの物資援助しか受けていなかった（ハノイ政府はカンボジア政権の「中立性」継続に満足しており、シアヌークを転覆させる動機がなかったため）ものの、彼らは北ベトナム軍/ベトコン部隊の支配下地域に逃げ込むことができるようになった。
これら一連の活動をアメリカ政府は察知していたが、日和見主義なシハヌークを説得すれば味方にできると期待して、カンボジア領内における明白な軍事行動は控えていた。その為、リンドン・ジョンソン大統領は秘密部隊の研究監視グループ（MACV-SOG）による秘密裏の越境偵察活動を承認し、国境地域における北ベトナム軍/ベトコン部隊の活動に関する情報を収集させた（ベスビオ作戦）。ここでの収集データは国王に（中立性との）考えを改めてもらう材料として提出される段取りになっていた。

### メニュー作戦、クーデター、北ベトナムの侵攻
南ベトナム軍事援助司令部（MACV）の新司令官に着任したクレイトン・エイブラムス大将は大統領に就任したばかりのリチャード・ニクソンに対し、B52戦略爆撃機を用いてカンボジアの拠点区域を爆撃するべきだと進言した。ニクソンは当初これを拒否したものの、南ベトナムにおける1969年のミニ・テト攻勢（テト攻勢の1年後に行われた共産軍の攻勢）が始まって転換点を迎えた。ニクソンは、北ベトナム爆撃の中止後にハノイ政府との「合意」違反だと指摘されたことに機嫌を損ね、秘密の航空作戦を承認した。このメニュー作戦は3月18日から開始されると、作戦完了の14か月後までに3,000回以上の出撃が行われ、108,000トンの兵器がカンボジア東部に投下された。
1970年1月、シハヌークがフランスへ静養に出かけている間に政府主催の反ベトナムデモがカンボジア中で開催された。動乱が続いたため、ロン・ノル首相兼防衛大臣は共産勢力の支援に使用されていたシハヌークビルの港湾施設を閉鎖し、3月12日には北ベトナムに対して72時間以内のカンボジア領内からの撤退を求める最後通牒を送った。国王シハヌークは共産主義側との暫定協定が潰されたこと憤慨し、カンボジアにいる軍勢を抑制するべくハノイ政府に圧力をかける合意を得るためにモスクワと北京への訪問を直ちに手配した。
3月18日、カンボジア国会はシハヌークを追放し、ロン・ノルを暫定元首に選定した。このことでシハヌークは北京に亡命政府を樹立し、彼自身は北ベトナム、クメールルージュ、ベトコン、そしてラオスのパテート・ラーオと同盟を結ぶこととなった。そうすることで、シハヌークは自分が殆ど管理できなかった運動勢力にカンボジア農村地帯における彼の知名度と人気を利用させた。クーデターに対する北ベトナムの反応は迅速だった。北ベトナム軍はクメールルージュに大量の武器や軍事顧問を直接供給するようになり、カンボジアは内戦に突入した。
ロン・ノルは、カンボジア国民のうち40万人のベトナム人を北ベトナム軍による攻撃を防ぐための人質とみなし、彼らを一箇所に集めて抑留するよう命じた。例えば4月15日には800人のベトナム系男性がチュリチェンガ村に集められ、数人纏めて縛り上げられたまま処刑され、彼らの遺体はメコン川に投棄された。死体は下流域の南ベトナムに浮かんだ。カンボジアの行動は、北ベトナムと南ベトナムの両政府から非難された。
シアヌークビル封鎖以前より、北ベトナム軍はラオス南東部からカンボジア北東部に流入する兵站線（いわゆるホーチミン・ルート）を拡大し始めていた。また、北ベトナム軍はカンボジアのクメール国軍に対する攻勢（X作戦）を開始して、東部と北東部の大部分を素早く掌握し、コンポンチャムなど多数の都市を孤立させ、包囲または制圧を行った。やがて共産軍はカンボジアの首都プノンペン32kmの地点まで接近し、ニクソン大統領を対応へと駆り立てた。
1970年3月29日、北ベトナム軍は自ら問題の解決に乗り出して、クメール国軍(FANK)に対する攻勢を開始した。ソ連時代の書庫からの公開文書で、この攻勢はヌオン・チアとの交渉を経た後にクメール・ルージュからの明示的な要請で開始されたことが判明した。北ベトナム軍はカンボジア東部を瞬く間に制圧し、プノンペンの24km以内に迫った。カンボジアの軍勢を打ち破った後、北ベトナム軍は新たに勝ち取った領域を地元の反政府部隊に引き渡した。一方、クメール・ルージュはカンボジア南部および南西部に「解放」区域を設け、そこで北ベトナム側とは独立して活動していた。

### 計画

ベトナム・カンボジア国境線沿いに設置された共産側の司令部を示す地図

カンボジアでの出来事を受けて、ニクソン大統領は米国の（軍事）対応には明確な実現性があると確信した。シハヌークの失脚により、拠点地域に対する強行策を行える条件が整っていた。彼はまた、「最近25年間のカンボジアで唯一西側寄りの立場を選ぶ勇気を持った政権」に対する支援を行うようにとも主張していた。その後、ニクソンは米統合参謀本部およびMACVとの協議を行い、カンボジア方面への展開に関して、カンボジア沿岸の海上封鎖、南ベトナムおよびアメリカ軍による空爆、南ベトナム軍による越境追跡の拡大、そして南ベトナム軍あるいはアメリカ軍、もしくはその合同軍による地上侵攻などの提案が成された。
4月20日、ニクソンは年内に南ベトナムから150,000人の米軍部隊を撤兵すると発表した。この計画的撤退はカンボジアにおける米国の軍事行動が縮小されることを示唆していた。1970年春の時点で、330,648人の陸軍将兵と55,039人の海兵隊員がMACVの指揮下で南ベトナムに留まっており、その大半は第81歩兵師団と戦車大隊に集中していた。ただし、彼らの多くは既に帰国の準備をしていたり、あるいは近い将来ベトナムを離れる事が予定されていた為、直近の軍事作戦に投入することは不可能となっていた。
4月22日、ニクソンは南ベトナム軍による「オウムのくちばし」地区（スヴァイリエン州の突出部）への侵攻計画を承認した。この時、ニクソンは「南ベトナム軍が独自の作戦を担当することで彼らの士気を大幅に高め、また同時にベトナム化プロセスの成功を示す実際的なデモンストレーションになりうる」と信じていたという。翌日、ウィリアム・P・ロジャース国務長官は下院歳出小委員会にて「我が政府に戦争を激化させる意図はない。仮に我々がエスカレートし、加えて我が国の地上部隊がカンボジアでの衝突に巻き込まれたならば、それは我々の計画（＝ベトナム化）そのものの失敗であると認識している」と証言した。
南ベトナム軍は3月下旬からこの作戦に向けた予行演習を開始していた。3月27日、ARVNレンジャーの1個大隊が共産側の拠点を破壊するべくカンダル州に進軍した。また4日後には別の南ベトナム軍部隊がカンボジア国境を超えて16km進行した。当初、ロン・ノルは自らが提唱していた中立政策を維持しようと考えていたが、4月14日にはアメリカ政府から軍事作戦への参加と支援を要請された。同日、南ベトナム軍はトアンタン作戦41（Toàn Thắng、全勝）の援護の下、3つの国境越え短期作戦の1回目を行い、スヴァイリエン州内の「天使の翼(Angel's Wing)」そして「カラスの巣(Crow's Nest)」と通称された地区に機甲騎兵部隊を派遣した。4月20日、南ベトナム軍の軍勢2,000人が「オウムのくちばし」に侵攻し、北ベトナム軍将兵144人を殺害した。4月22日、ニクソンは南ベトナム軍の作戦に対するアメリカ軍による航空支援を許可した。これらカンボジア領土への侵入はどれも、MACVおよび南ベトナム軍組織により計画された大規模作戦に備えた偵察任務に過ぎず、ニクソンによる承認を条件としたものであった。
その後、ニクソン大統領は陸軍大将のエイブラムスに「釣針」地区における米国の作戦開始を承認した。予備作戦計画は3月中に完成していたものの機密とされていた為、エイブラムスから指令を受け取った第2野戦軍司令官マイケル・デヴィソン大将には知らされておらず、彼は新たに別の作戦案を作成することになった。72時間後、デヴィソンの作戦案がホワイトハウスに提出された。4月26日、国家安全保障担当補佐官ヘンリー・キッシンジャーは補佐官の一人にこの作戦案の評価を依頼したが、国家安全保障会議のスタッフらはその「いい加減さ」に愕然としたという。
主要な問題は時間的な制約と機密保持に関するニクソンの意向であった。作戦の障害となるだろう大雨が降るカンボジアのモンスーンが、わずか2ヶ月後に迫っていた。また大統領命令により、国務省は在サイゴン米大使館のカンボジア支局、在プノンペン米大使館、そしてロン・ノルにも同作戦を通知しなかった。作戦に関する情報はエイブラムスにより厳重な機密として扱われていた。共産軍による察知を避ける為、国境地帯における事前の兵站補強も無かったとされている。アメリカ軍の旅団長らが攻勢について通達を受けたのは作戦開始の1週間前で、それより下級の大隊長らが通達を受けたのは作戦開始のわずか2、3日前であった。

### 決定
カンボジア侵攻が軍事的・政治的利益をもたらすという考え方にニクソン政権の全員が賛同したわけではなかった。メルビン・レアード国防長官やロジャース国務長官は、米国内で強烈な反対世論を喚起する可能性と、パリで進行中の和平交渉に支障をきたす恐れがあるとの理由で作戦に反対した（彼らはまた、同じ理由からメニュー作戦の爆撃にも反対していた）。キッシンジャーは「官僚的な足の引っ張り合い」という表現でこの2人を厳しく非難している。その結果、統合参謀本部はレアードを無視する形で、カンボジア作戦の計画と準備についてホワイトハウスに助言を行った。

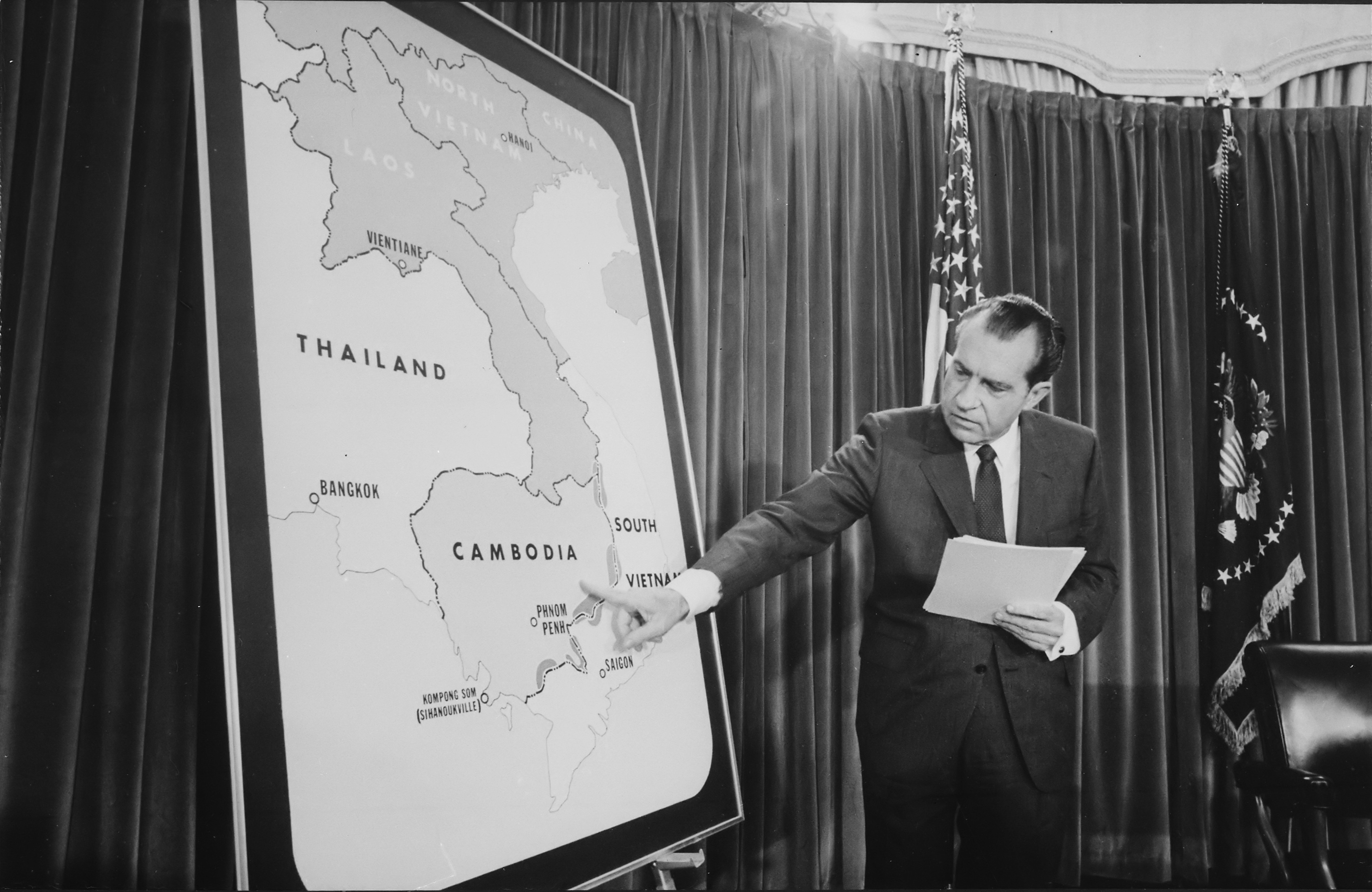
1970年4月30日、ニクソンはカンボジア攻撃を発表した。彼はテレビ演説の中でこれを北ベトナム軍に対する攻撃であるとして正当性を主張した

4月25日夜、ニクソンは友人ベベ・レボゾとキッシンジャーを招いて夕食会を開いた。その後、彼らはニクソンのお気に入りで以前に5度も見たという映画『パットン大戦車軍団』を鑑賞した。キッシンジャーは後にこれを回想し、「彼が壁にぶち当たった時、ニクソンの情熱的な青筋が浮かび上がり、パットンの物語の中で彼は悩める軍司令官としての自分を見出していたのだろう」と述懐している。翌晩、ニクソンは「我々は（いちかばちか）全力でやるだけだ」と決心し、侵攻開始を承認した。アメリカと南ベトナム軍による合同作戦の開始は5月1日が予定され、南ベトナムにおける同盟国側の死傷者を減らすこと、米軍の継続的撤退を保証すること、パリの和平交渉における米国やサイゴン政府の立場を強化すること、が目標として掲げられた。
エイブラムスは可能な限り作戦を目立たないようにする為に侵攻開始の発表をサイゴンからの定例報告の中で行うよう提案した。しかし、ニクソンは4月30日21時、米国の3つのテレビネットワーク全てに「今夜試されるのは私たちの力ではなく意思と品格なのです」「行動に移す時が来たのです」と演説表明した。また「南ベトナムにおける共産主義軍事作戦全ての司令本部」である南部中央局（COSVN）を捕らえる目的でアメリカ軍をカンボジアに派兵すると、自身の決定を語った。ただし、南ベトナムにおける北ベトナム軍の作戦を統括する単体司令部としてのCOSVNは恐らく実在していなかったとされており、少なくとも（同作戦を通じて）全く発見されなかった。

## 作戦行動

### 臨時革命政府の脱出

1970年3月末から4月初頭における南ベトナム軍の侵攻を示す地図。赤の破線は、退避する臨時革命政府(PRG)がたどったルートを示したもの。

西からのカンボジア軍と東からの南ベトナム軍による組織だった挟撃を受ける万が一の事態に備え、北ベトナム側は緊急避難ルートの計画を立てるようになった。カンボジアのクーデター後、1970年3月19日にCOSVNは退避した。 南ベトナム共和国臨時革命政府(PRG)および北ベトナム軍/ベトコンの拠点は北方の安全な場所に移動する準備をしていたが、3月27日に彼らはB-52爆撃機からの空爆を受けた。避難計画で示されているように、ホアン・ヴァン・タイ大将は逃走を援護するため3個師団を配置する計画を立てていた:180。
3月30日、国境を越えてカンボジアに入ったPRGおよびベトコンの分隊は、ヘリコプターで飛んできた南ベトナム軍の部隊によって掩体壕の中に包囲された:178。囲まれた彼らは日没まで待った後、第7師団から提供された警備を受けて包囲から抜け出し、 カンボジアのクラチエ州にあるCOSVNと合流するために北へ逃げ、それは臨時革命政府の脱出として知られるようになった。チュオン・ニュ・タンはPRGの法務大臣であり、彼は北部拠点へと行進する間がB-52爆撃によって同胞が散り散りにされた強制行進の日々であったと詳述している:180。
数年後にチュオンは「（南ベトナムは）南側での抵抗運動の中核、すなわち前線で戦う我が精鋭部隊に加えて政府文民および軍部首脳陣を壊滅もしくは捕虜にする直前であった」と回想した:180。
何日もの過酷な行進を経て、PRGはクラチエ州にある比較的安全な北部拠点に到着した。負傷者は少数で、3月にはPRGの保健省副大臣ズオン・クイン・ホアの赤ちゃん誕生も見られた。隊列は回復するのに何日も必要とし、チュオン自身は長い行進からの回復に数週間を要した。

### 「オウムのくちばし」地区

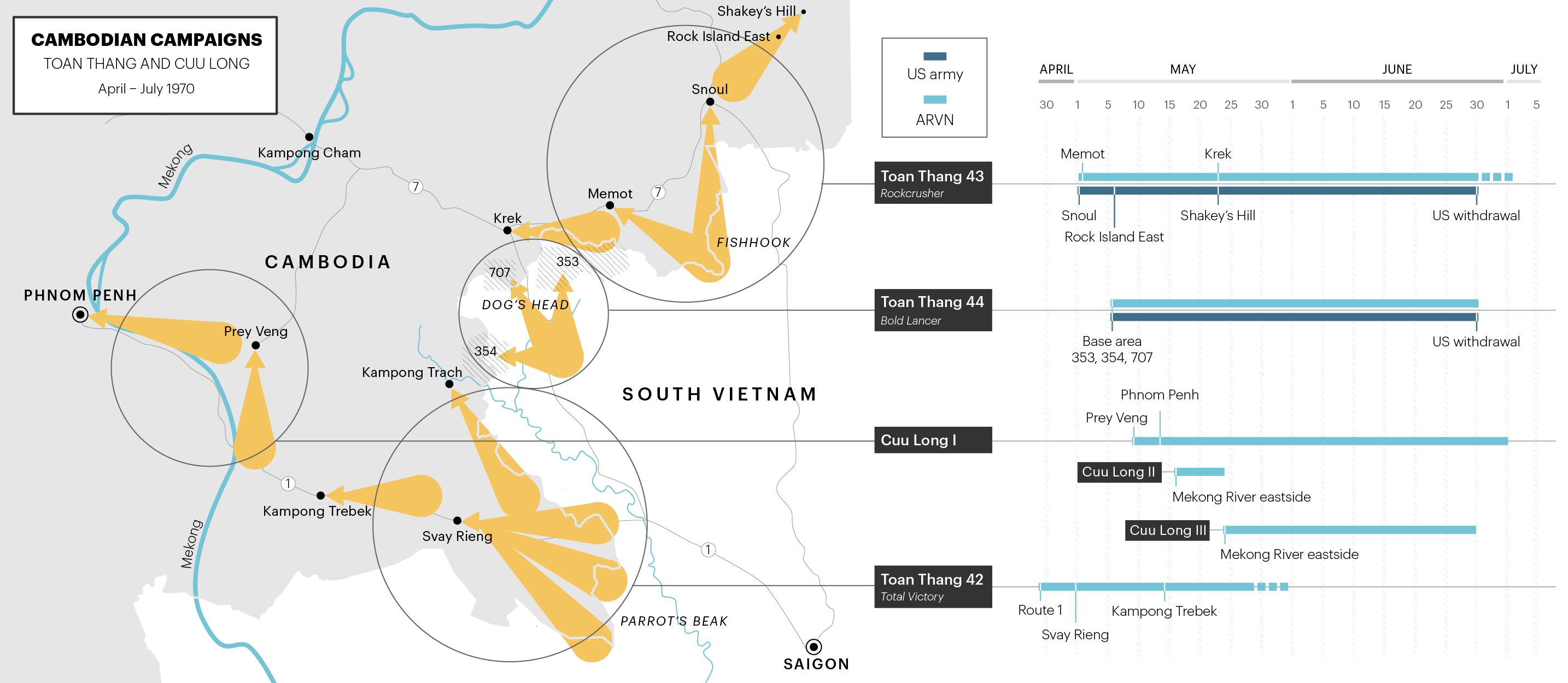
1970年4月29日から7月1日にかけて、敵軍を捜索するためのカンボジア国境を越えた南ベトナム軍および米軍の攻撃。

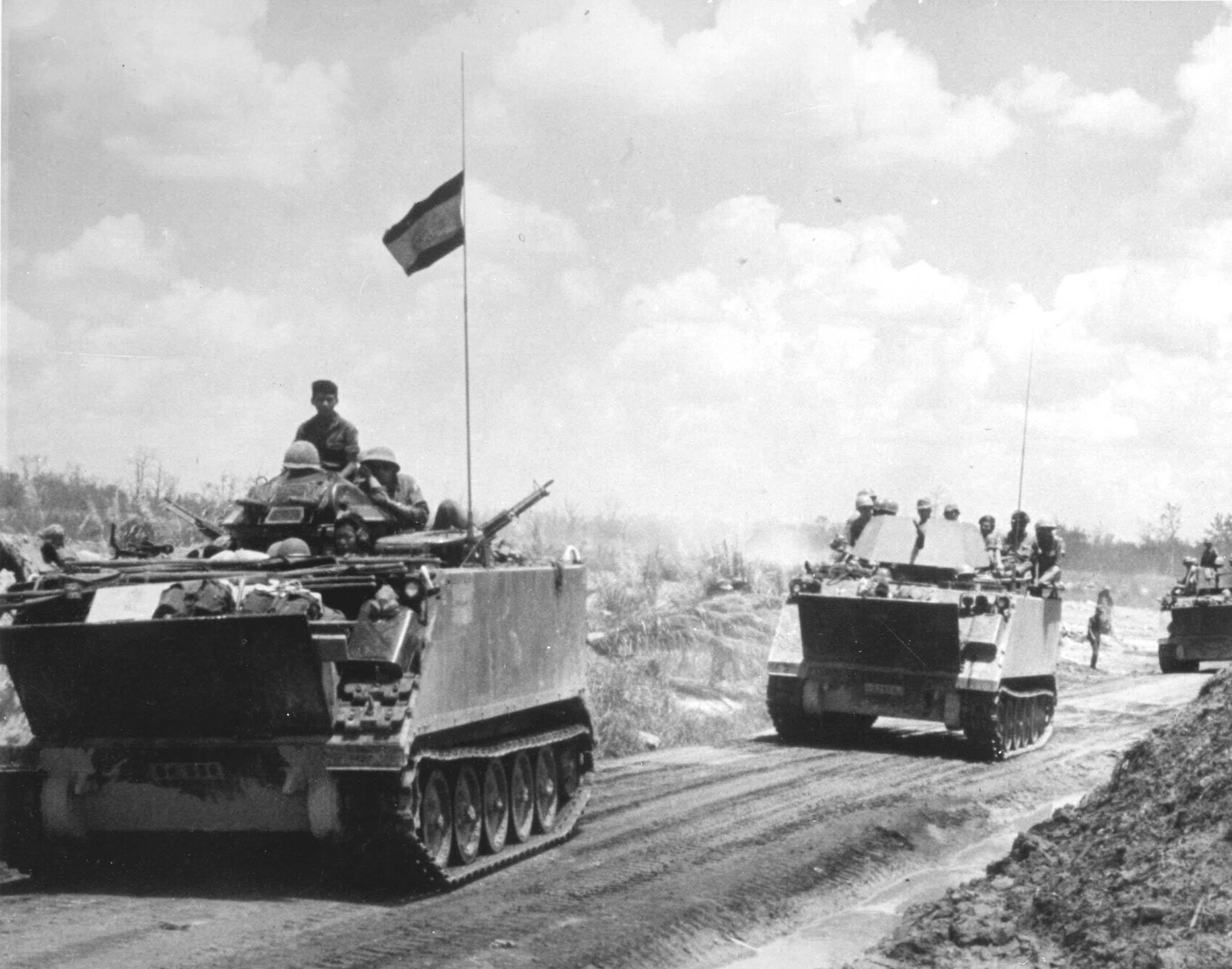
カンボジアを進撃する南ベトナム軍のM113装甲兵員輸送車。

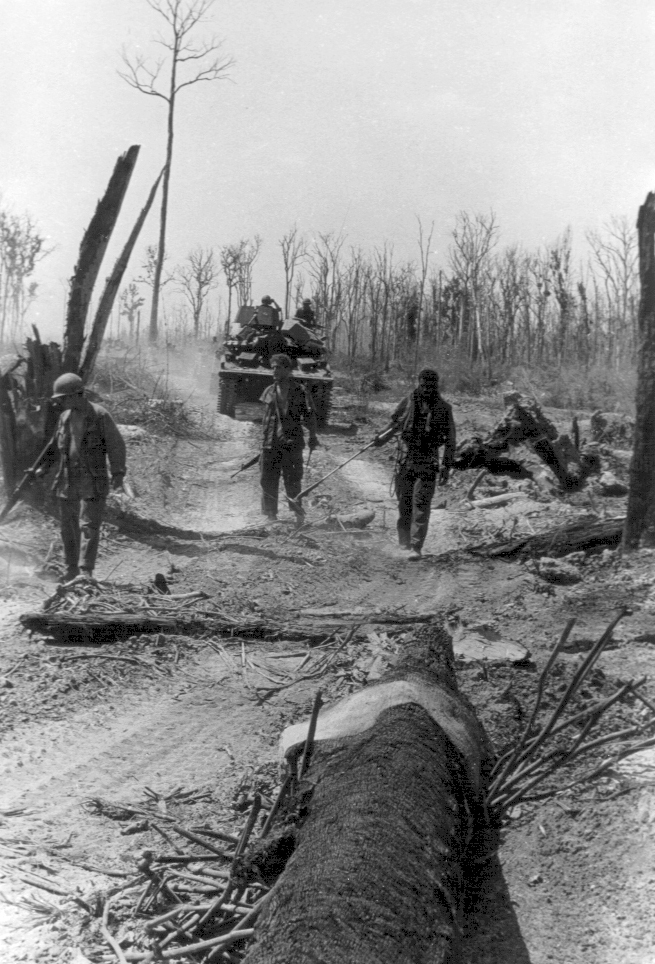
カンボジアを進行する米第11機甲騎兵連隊所属のM551シェリダンと地雷除去部隊。

4月30日午後7時、南ベトナム軍はカンボジア国境を超え、トアンタン42作戦（別名ロック・クラッシャー作戦）を開始した。南ベトナム軍兵士8,700名からなる12個大隊（第3軍団から2個+第25師団と第5師団から1個ずつ計4個の機甲騎兵中隊、第25師団の歩兵連隊、第3レンジャー群団からの南ベトナム軍機甲騎兵連隊を付随させた3個のレンジャー中隊）がスヴァイリエン州の「オウムのくちばし」地区(Parrot's Beak)に侵攻した。南ベトナム軍でも特に積極的で有能な将官と目されていた第3軍団司令ド・カオ・トリ中将であった。カンボジア入りして最初のの2日間、南ベトナム軍は北ベトナム軍と幾度か激しい交戦をした。ただし前回の南ベトナム軍侵攻で事前に警戒していた北ベトナム軍は、自軍の大部分が西側に撤退できるよう、遅滞行動に徹していた。
南ベトナム軍の作戦はやがて索敵殲滅作戦 へと移行し、北ベトナム軍の隠匿物資を見つけるべく小規模な哨戒部隊で村落部の捜索活動を行った。その後、米第9歩兵師団の到着により作戦の第2段階が始まった。4個の戦車・歩兵混成部隊が「オウムのくちばし」を南部から攻撃した。南ベトナム軍の主張では、作戦開始3日後の時点で北ベトナム軍兵士1,010名を殺害、204名を捕虜としており、また自軍の被害は戦死66名と負傷者330名だったとしている。

### 釣針地区
5月1日、トアンタン42と並行して、より大規模な南ベトナム軍のトアンタン43作戦（MACV側ではロック・クラッシャー作戦）が始まり、まず36機のB-52爆撃機が「釣針」地区(Fishhook)南部に沿って774トンの爆弾を投下し、これに続いて1時間の集中砲撃、さらにもう1時間の戦術爆撃機による集中攻撃が行われた。10時00分、米第1騎兵師団、米第11機甲騎兵連隊、南ベトナム第1機甲騎兵連隊、南ベトナム第3空挺旅団はカンボジアのコンポンチャム州に突入した。シューメーカー任務部隊（第1騎兵師団長補佐ロバート・シューメーカー麾下）は、米軍兵士10,000人および南ベトナム軍兵士5,000人とともに、昔からの共産主義の本拠地を攻撃した。この作戦は装甲部隊を活用して州内奥地まで進行し、そこでヘリ輸送の南ベトナム空挺旅団およびアメリカ空中機動部隊と連携して行動した。
侵攻作戦には激しい抵抗が予想されていたが、侵攻が始まる2日前に北ベトナム軍/ベトコン部隊は西への移動を始めた。5月3日の時点で、アメリカ兵の死傷者は戦死8人と負傷32人と、作戦の規模に対して小さい死傷者数であるとMACVは報告した。カンボジア領内3kmで米第11装甲騎兵隊が経験したような、遅滞行動を伴うまばらで散発的な交戦のみが行われた。北ベトナム軍は、戦車砲撃と戦術的空爆で撃たれるためだけに小火器とロケット弾で発砲しているようなものだった。戦火が止んだ時、この戦闘で死亡した北ベトナム軍兵士は50人を数え、対して米軍側の戦死者はわずか2人だった。
5月上旬からベトナムに帰投する6月30日まで、第1大隊/第7騎兵隊は「釣針」地区にいて、そこでは期間中ずっと猛烈に激しい戦闘が行われた。アメリカ軍の損失は甚大であり、現場で少なくとも半分の戦力を維持するだけでも、全部隊が大規模な要員交代に頼らざるを得ないほどだった。完全な編成でカンボジアに派遣されたある中隊では、隊員のほとんどが戦死するか負傷して後送され、6月30日の時点で残っていたのはわずか9人だったという。「釣針」地区における戦功から、この部隊には個人のシルバースターと同等の勇猛部隊章が与えられた。
北ベトナム側は迫りくる攻撃に十分な注意を払っていた。侵攻中に捕虜となったB-3前線本部から3月17日に発せられた指令は、北ベトナム軍/ベトコンの軍勢に「戦線から離脱して、反撃をしないこと...我々の目的は、可能な限りの戦力温存である」と命じたものだった。この侵攻の当事者でありながら、アメリカ政府からもサイゴン政府からも自国の緊迫した侵攻に関する情報を知らされなかった、ロン・ノルの一団だけが驚いたとされている。彼自身はラジオ放送で侵攻のことを知り、米国大使館の総領事と電話会談をしてそれが事実だと確認することになる始末だった。
アメリカ軍部隊による唯一の通常戦闘は、シハヌークトレイルの終点であるスヌオルの町で5月1日に起こった。米第11装甲騎兵連隊の分隊と援護ヘリコプターが、市街および飛行場へと接近する際に、北ベトナム軍の砲火に見舞われた激しい抵抗を受けた。アメリカ軍は後退して航空支援を要請し、2日間にわたって市街を爆撃した。この戦いの最中、第11機甲騎兵連隊の司令官である准将ドン・A・スターリーは手榴弾片を受けて負傷し、後送されている。

#### 隠匿物資の捜索
後日、第1大隊（航空機動）/第5騎兵隊所属のC中隊がスヌオル南西部の「ザ・シティ(The City)」と通称されていた地区に入った。そこは2平方マイルの広さがある北ベトナム軍複合施設で、その中に400個以上の藁葺小屋、貯蔵小屋、掩蔽壕などが整備され、大量の食料、武器、弾薬を貯蔵していた。そのほかにはトラック修理工場、病院、製材所、18棟の食堂、養豚場、さらにはスイミングプールまで完備されていたという。5月6日、別の第1騎兵師団の分隊が40km北東にさらに大きな拠点を発見した。イリノイ州にある米軍のロックアイランド工廠にちなんで「東ロックアイランド(Rock Island East)」と通称されたこの地域には、650万発の高射砲弾薬、50万発の小銃弾、数千発のロケット弾、複数のGM製トラック、大量の通信機器があった。

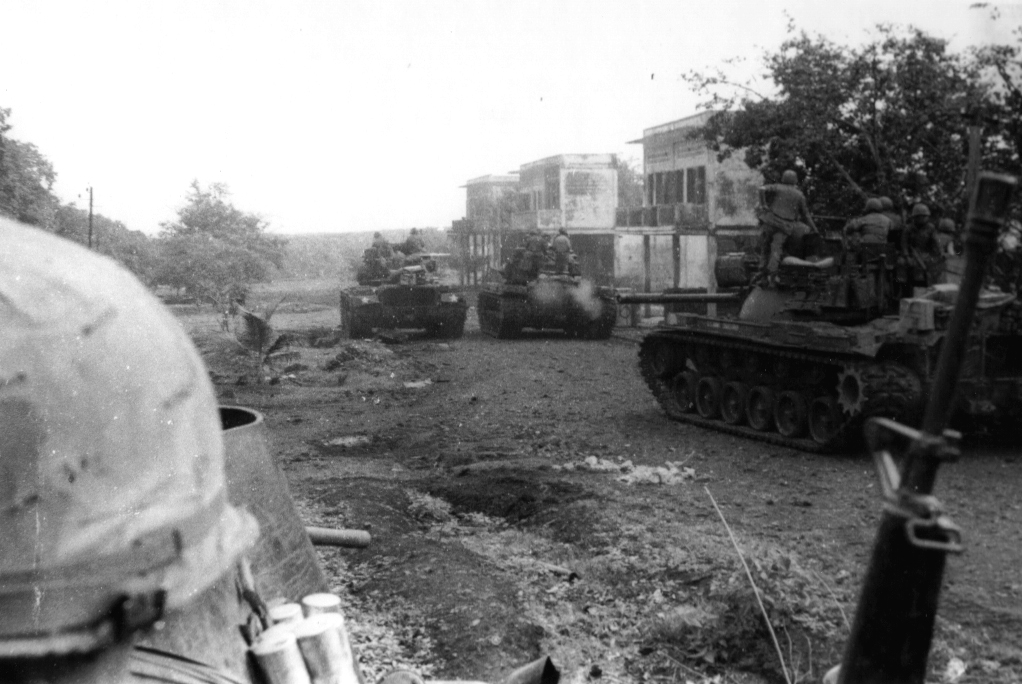
スヌオルに侵入する米第11機甲騎兵連隊第2大隊（5月4日）

発見できなかったことの一つが南部中央局（COSVN）だった。エイブラムスは5月1日にニクソンの声明をテープ再生で聞き、同本部の占領がこの作戦の主要目的の一つであると大統領が語るのを聞いた際には「恐縮しきりだった」という。
MACV情報部は、機動的で広域に分散している指令本部を捕捉するのは難しいだろうと知っていた。事前のホワイトハウスからの問い合わせに対しても、MACVは「主要なCOSVNの構成部隊は110平方kmのジャングルに分散している」「主要構成部隊を捕捉できる実現可能性は低いだろう」と回答していた。
作戦開始から1週間後、追加の大隊および旅団が作戦に投入され、24日までに合計9万人の連合軍（33個の米軍機動大隊を含む）がカンボジア国内で作戦に従事していた。5月7日、ニクソンは国内の政治的混乱や反戦機運の高まりを受け、アメリカ軍の作戦行動範囲を国境から30km以内に制限すると共に6月30日を南ベトナムへの撤退期日とする旨を指示した。
米軍部隊への時間的および地理的制限に、南ベトナム軍は束縛されなかった。スヴァイリエンの州都から南ベトナム軍の分隊はカンポントラベックへと西進し、5月14日にはそこで南ベトナム第8および第15機甲騎兵連隊が北ベトナム第88歩兵連隊を撃破している。5月23日、南ベトナム軍は米軍の最も深い進攻を越えてクレクの町を攻撃した。

### ビン・タイ作戦とクーロン作戦
第2兵団の地域では、5月5日から25日にかけてカンボジア北東部の拠点エリア702（北ベトナム軍B-2前線の伝統的な本部）に対する第1次ビン・タイ作戦（Bình Tây、平西）が、アメリカ陸軍第4歩兵師団の第1、第2大隊および南ベトナム軍第40歩兵連隊によって実施された。空爆後の最初の米軍ヘリコプターによる攻撃は、激しい対空砲火によって後退させられた。翌日、第506歩兵連隊第3大隊（第101空挺師団からの出向）は反撃を受けずに進軍し、姉妹部隊である第14歩兵師団第1大隊も反抗に遭わなかった。しかし、わずか60人が投入された第8歩兵師団第3大隊は北ベトナム軍の激しい応射（1機のヘリコプターを撃墜、他2機を損傷させる）を前に上陸地帯を封鎖して、彼らは一晩中包囲されることとなった44。翌朝までに、北ベトナム軍はこの地域を去っていた。
7日、第2旅団は反撃を受けていない第3大隊を投入した。その 10日後（そしてたった1回の大きな銃撃戦の後）にアメリカ軍は南ベトナムに帰投して、その地域を南ベトナム軍に任せた:201 。
歴史家シェルビー・スタントンは、戦闘攻撃にて「攻撃意欲の欠如が顕著に見られた」と指摘し、この師団は「ほぼ全体が戦闘麻痺に苦しんでいる」ように思えると述べた:324 。
第2次ビン・タイ作戦中に、南ベトナム軍第22師団は5月14日から26日にかけて拠点エリア702に向けて移動した。 この作戦の第2段階は南ベトナム軍によって、同軍第22師団の分隊が拠点エリア740に対して作戦を行ったのと同時期である、5月20日から6月27日にかけて拠点エリア701に対して実施された。
5月10日、第506歩兵第3大隊のブラボー中隊はセ・サン谷にてはるかに大規模な北ベトナム軍に待ち伏せされた。米国兵士8人が戦死、28人が負傷した。 戦死者の中には特技兵レスリー・H・サボ・ジュニア（死後軍曹に昇進）がおり、彼は名誉勲章に推挙されたが1999年までその書類が紛失していた。彼は（死後40年以上経過した）2012年5月16日に、バラク・オバマ大統領から名誉勲章を授与された。
第3兵団の戦略地域では、5月6日から6月30日にかけて第25歩兵師団 の第1・第2旅団によるトアンタン44作戦（ボールド・ランサー作戦）が行われた。この作戦の目標は、ベトナム南部タイニン省の北部および北東部に位置する拠点アエリア353、354、707であった。あらためてCOSVN部隊の捜索がカンボジアのメモット市街周辺で行われたが、何も発見されなかった。同作戦にて、第25歩兵側が119名の戦死者を出す一方で、北ベトナム/ベトコン部隊は1,017人が戦死した:126。
トアンタン44作戦の開始と同時に、第9歩兵師団第3旅団の2個大隊が「釣針」地区の南西48kmにある国境を越え、5月7日から12日まで「犬の顔(Dog's Face)」と通称された地区へと入った。唯一の北ベトナム軍との激しい戦闘はチャントレア(Chantrea)村落近郊で行われ、北ベトナム兵士51人を殺害、21人を捕虜にした一方で、第3旅団は8人の戦死者と22人の負傷者を出した:272。カンボジアの迫害により殺される数千ものベトナム人民族にとっては遅きに失したが、身の安全のためにまだ避難可能なベトナム人が国内に数万人もいた。南ベトナムのグエン・バン・チュー大統領は、 脱出希望者を全員送還するためにロン・ノルと調整を行った。 しかしその新たな関係は、避難前のベトナム人の家や所有物が略奪されることを、カンボジア政府が防いだりはしなかった:174。
その後チュー大統領はクー・ロン作戦（Cửu Long、九龍）を承認し、機動部隊や装甲部隊を含む南ベトナム陸軍が5月9日から7月1日にかけてメコン川東岸を西および北西へと進軍した。ベトナム共和国海軍110隻と米軍30隻の連合艦隊がメコン川をプレイベンまで上り、第4兵団の陸軍がプノンペン西側へと移動し、ベトナム南部への飛行を希望するベトナム人民族の援護ができるようになった。これらの作戦中に、南ベトナムと米国の海軍はカンボジアから約3万5千人のベトナム人を避難させた:146。その時に送還を希望しなかった人々は強制的に追放された:174。 驚くべきことに、北ベトナム軍はその避難を容易に妨害できた筈なのだが、それをやらなかった:174。
第4兵団の他の作戦として、メコン川西岸に沿って実施される第2次クー・ロン作戦（5月16-24日）も含まれていた。ロン・ノルは、プノンペン南西の4号線沿いカンボジア領内に90マイル(140km)入った街コンポンスプーの奪還を支援してほしいと南ベトナム軍に要請していた。4000人の南ベトナム軍機甲部隊がカンボジアの地上部隊と連携してその街を奪還した。第3次クー・ロン作戦（5月24日-6月30日）は米軍がカンボジアから撤退したあとの、前回作戦の発展版だった。
ベトナム人をカンボジア人から救出した後、南ベトナム軍はカンボジア人を北ベトナムから救う任務に就いた。その目標は、首都の北西70kmでカンボジア軍事地域1の本拠地がある場所、コンポンチャム市を解放することであった。 5月23日、大将ド・カオ・トリは国道7号線に沿って1万人の南ベトナム軍部隊を配置し、北ベトナム軍の抵抗が大きいと予想される180エーカー（0.73平方km）のゴム農園に向かった。意外にも戦闘は発生せず、コンポンチャム包囲戦は戦死した北ベトナム軍兵士98人の犠牲で達成された。

### 空からの援護と輸送

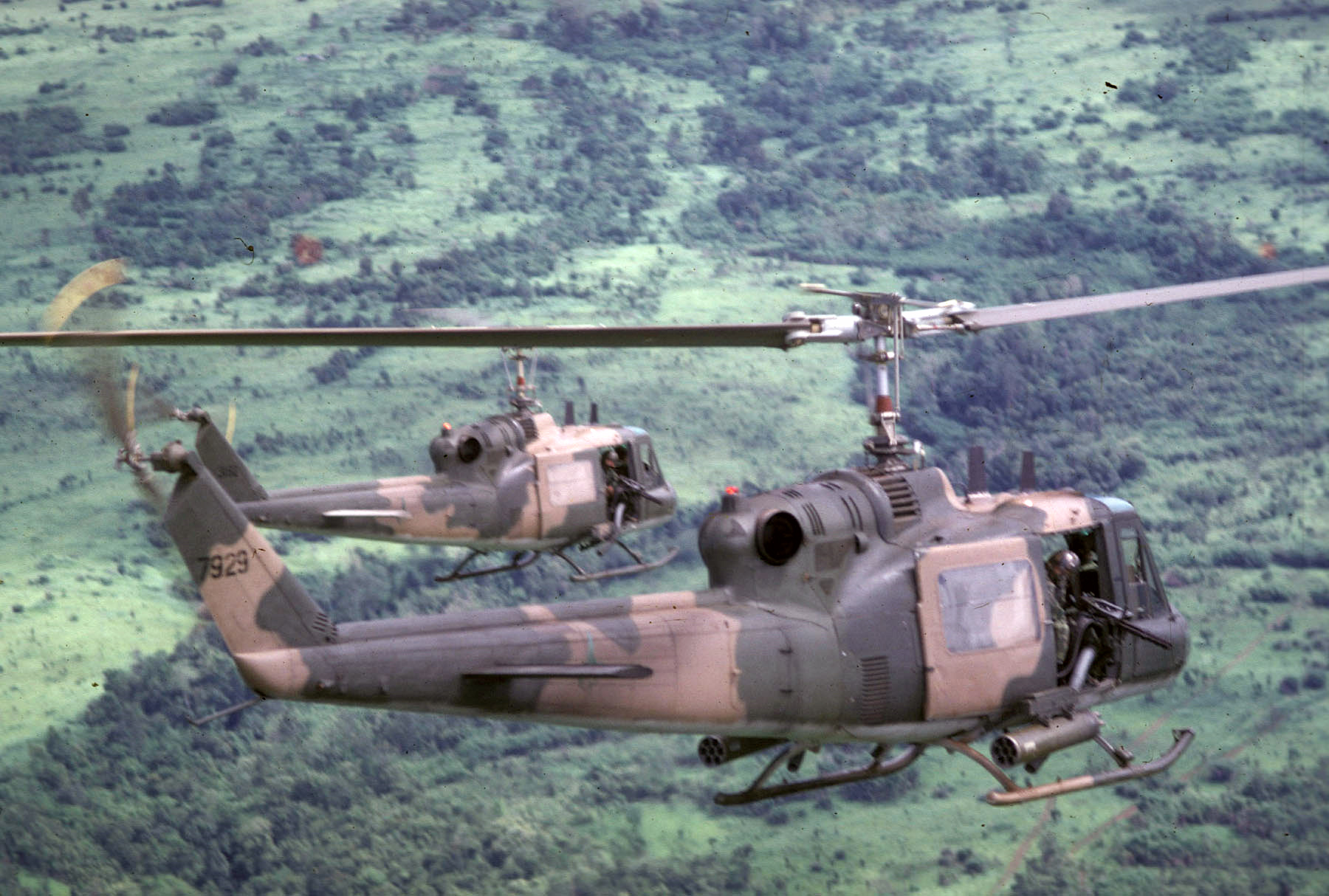
カンボジア上空のUH-1P

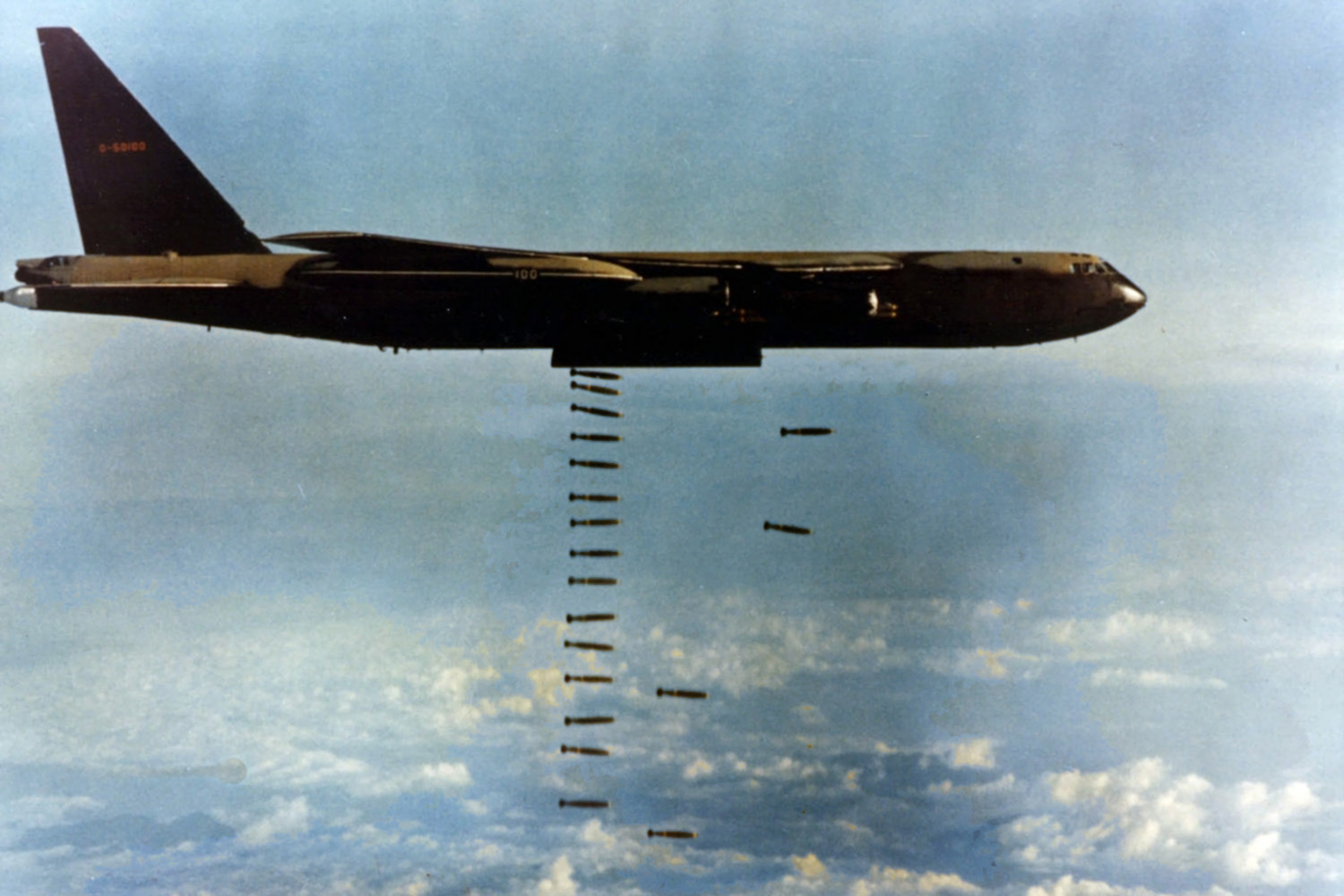
上空より爆撃任務中のB-52D

詳細はフリーダム・ディール作戦(Operation Freedom Deal)を参照
侵攻のための航空作戦は遅れて開始された。予告的な合図の役目を果たしかねないとMACVが考えていたため、作戦区域上の偵察飛行は制限されていた。侵攻計画自体における空軍の役割は最小限にとどまっており、それは後の国境突破への序曲と考えられたメニュー作戦の秘密を守るためという側面もあった。
4月17日、エイブラムス大将はカンボジアの「垣根を越える」研究・観察グループの偵察行動を支援するために、戦略的航空攻撃を内密で行うパティオ作戦(Operation Patio)を承認するよう大統領に要請した。この許可が与えられ、米軍の航空機はカンボジア北東部に21km侵犯することができるようになった。 4月25日には、この境界が国境全体に沿って47kmまで延伸された。 パティオ作戦は156回の出撃が行われた後に完了となり 、最後となるメニュー作戦の任務は5月26日に行われた。 
侵攻中に、米軍と南ベトナム軍の地上部隊は9,878回の航空出撃（米軍6,012、ベトナム空軍2,966）による援護がされており、1日当たり平均は210回になる:141。例えば「釣針」地域での作戦中、アメリカ空軍は3,047回の出撃飛行そして南ベトナム空軍は332回出撃した:75。これらの戦略的航空攻撃は国境地域にいる653回のB-52爆撃機任務により補完された（うち71回はビン・タイ作戦、559回はトアン・タン作戦、23回はクー・ロン作戦の援護） :143。
5月30日には、カンボジアにおける米軍の継続的な航空阻止行動、いわゆるフリーダム・ディール作戦が開始された（作戦命名は6月6日）。これらの任務は南ベトナムの国境とメコン川の間の深度48kmに制限されていた:201。しかし2ヵ月以内に作戦区域の境界がメコン川を越えて拡大し、すぐに米国の戦略航空機が現地でカンボジア軍を直接援護するようになった:199。これらの任務は合衆国によって公式に否定され、彼らの存在を隠すために公式報告書にて虚偽の文言調整がなされた:148。国防総省の記録では、1970年7月から1971年2月までの間にカンボジアを飛行した8000回以上の戦闘出撃のうち、約40％が許可された境界の外側であったことが示されている。
カンボジアにおける米軍と南ベトナム軍にとっての真の闘いは、自分達の部隊を兵站補給し続けることであった。 繰り返しになるが、作戦前における機密の必要性および国境地域に部隊が移される性急さのため、綿密な計画および準備は不可能であった。 エイブラムスは幸運だったのであり、北ベトナム軍が退避する代わりに聖域のために戦っていたら、米軍と南ベトナム軍の部隊はすぐに自分達の使える物資を消費してしまっただろう、との説もある:136。兵站をめぐる状況は国境地域の貧弱な道路網のため悪くなっており、夜間に道路護送を待ち伏せされる可能性から日中のみの配達実施が求められた。例えば、米軍第3砲兵大隊は弾薬を1日最大150台の平床トラックに積んでいた。兵站物流の担当者は侵攻を支援するために毎日2,086トン（2300ショートトン）以上の物資を配給していた:135。したがって空中補給が前線部隊のための兵站補給の主な方法となった。工兵と飛行士は侵入区域じゅうを絶えず動き続けていた:96-101。
性急な作戦、配備および再配備のため、砲兵部隊の調整やその射撃調整は作戦中における厄介な難題となった:72-3。このことは、性急に前進していく部隊間に適切な通信システムがないことで生じる混乱によって、ますます問題になった。 作戦を共同で行う事により、すでに過剰に伸びている通信ネットワークはさらに複雑さを増してしまった:149-51。にもかかわらず、米軍の兵站物流担当者の革新的で即興的な能力のお陰で食料、水、弾薬、予備パーツ供給は何の不足もなく目的地に到着し、戦闘作戦を妨害することはなかった。通信システムが複雑になりながらも、短期間の米軍作戦中における兵站は十分に機能した。 

## 作戦後の余波
侵攻に対する北ベトナム側の反応は、連合軍との接触を避け、可能ならば西に戻って再編成することだった。 北ベトナム軍の部隊は計画された攻撃をよく知っており、攻撃が始まったときには既に多くのCOSVN/B-3前線部隊がカンボジア軍に対して北と西の遠方に離れて作戦を行っていた:45。1969年に、北ベトナム軍の兵站部隊は紛争の間じゅう行われたホーチミン・ルートの最大規模の延伸をすでに始めていた。カンボジアの補給ルート喪失への対応として、北ベトナム軍は同年にラオスのアッタプー県およびサーラワン県の町を掌握、60マイル(97 km)の領土を90マイル(140 km)の幅に押し広げて、カンボジアに入るセコン川全長にわたる兵站システムを開放した。カンボジアにて物流を扱うための新しい兵站指揮、第470輸送グループが作られた。そして新しい「解放ルート」はシエムプラン(Siem Prang)を通り抜けて、ストゥントレン州でメコンに到達した:382。
ライアード長官が予見したように、アメリカの大学キャンパスではこの侵攻からの撤退を求める声が急速に相次ぎ、さらに別の国への紛争拡大だと認識されたことに対する抗議行動が噴出した。5月4日、ケント州立大学銃撃事件でオハイオ州兵が武装していない生徒4人（うち2人は抗議者でもない）を射殺したとき、混乱は暴動へとエスカレートした。その2日後、バッファロー大学にて警察はさらに4人のデモ隊を負傷させた。5月15日、市および州警察はジャクソン (ミシシッピ州)にあるジャクソン州立大学で2人を殺害し、12人を負傷させた。それより前の5月8日には10万人の抗議者がワシントンに集まり、わずか10日の予告でサンフランシスコにはさらに15万人が集まった。全国30ヵ所の予備役将校訓練課程(ROTC)ビルが炎上したり襲撃を受け、また26の学校が生徒と警察の激しい衝突を目撃した。16州21のキャンパスで州兵が動員された。学生のストライキはアメリカ合衆国全土に広がり、400万人以上の学生と450の大学、大学、高校がおおむね平和的な抗議行動とストライキを行った。
同時に、5月第2週の世論調査では、アメリカ国民の50％がニクソン大統領の行動を支持したことが判明した:182。58％がケント州で起こったことについて学生側を咎めた。賛否のどちら側でも感情が昂った。一例として、5月8日のニューヨーク市では、行政当局の建設作業員がデモ行動中の学生と騒ぎになり、暴動に発展した(ヘルメット暴動ことHard Hat Riotを参照）。しかし、そのような暴力行為は常軌を逸したもので、大半のデモは戦争支持であれ反戦であれ平和的であった。5月20日には、10万人の建設労働者、商業者、事務職員が大統領の方針を支持してニューヨーク市を平和的に行進した。 
侵攻に対する米国議会の反応も迅速だった。 上院議員のフランク・チャーチ（民主党、アイダホ州）とジョン・S・クーパー（共和党、ケンタッキー州）は、カンボジアにおける米国の地上作戦と軍事顧問だけでなくカンボジア軍に対するアメリカの航空支援をも終わらせることになるだろう資金削減、すなわち対外有償軍事援助法の改正を提案した。6月30日、アメリカ合衆国上院では改正を含めた同法案が通過した。米軍が予定通りにカンボジアから撤退した後、その法案は下院で否決された。しかしながら新たな改正法は、ジョンソン大統領とニクソン大統領が宣戦布告なしに7年間の軍事作戦を行っていた東南アジア決議（トンキン湾決議としてよく知られている）を無効にした。
クーパー・チャーチ改正は冬に復活し、1970年の対外有償軍事援助法補足に組み込まれた。今回の改正措置は両議院を通過して、12月22日に法制化した。 その結果、すべての米国陸軍および軍事顧問はラオスやカンボジアにおける軍事行動への参加を禁じられた。その一方、両国で実施されていた米国空軍による航空戦には目をつむり不問とした:276。

## 結論
詳細はカンボジア内戦を参照、ほかラムソン719作戦およびグエン・フエ攻勢（イースター攻勢とも）を参照
ニクソン大統領は、この侵攻が「戦争全体の中で最も成功した軍事作戦」であると言明した:153。エイブラムス陸軍大将も同意見で、南ベトナムの田舎の平和化のために時間が費やされ、そして1971年から1972年まで、カンボジアからのいかなる攻撃からも米軍および南ベトナム軍は安全に守られていたと確信していた。アメリカの最終的な撤退に向けて「きちんとした間隔」が得られた。南ベトナム軍のチャン・ディン・トー（陳廷寿）大将はより懐疑的で「その壮大な結果にもかかわらず...カンボジア侵攻は、長期的に見ると、ラオス、カンボジア、南ベトナム全ての支配に向けた北ベトナムの行進の一時的混乱にすぎないことが証明されたと認識せざるを得ない」と述べた。
ジョン・ショウ(John Shaw)および他の歴史家、軍人、文民は、カンボジアにおける北ベトナムの兵站システムがひどく損害を受けて機能していなかったとの前提に基づいて、侵攻に対する彼らの研究の結論を出している:161-170:324-5。次の大規模な北ベトナムへの攻撃、いわゆる1972年のグエン・フエ攻勢（欧米ではイースター攻勢）がカンボジア起点ではなく、北ベトナム南部から始まったという事は、カンボジア作戦が成功したことの証拠だとされている。
本作戦中にカンボジア東部で発見、除去、破壊された鹵獲物資は実に膨大だった。20,000の個人向け武器および2,500の大型重火器、7000-8000トンの米穀、1800トンの弾薬（迫撃砲、ロケット弾、無反動ライフル弾の計14.3万発を含む）、29トンの通信機器、431台の車両、55トンの医薬品が見つかった:162。MACV諜報機関は、ベトナム南部にいる北ベトナム軍/ベトコン部隊が通常のペースで行動を維持するために、毎月1,222トンの補給物資を必要としていると推計した:163。カンボジアの兵站システムの喪失およびラオスでの継続的な航空阻止のため、ホーチミントレイルで毎回2.5トンの物資が南に送られても、その目的地に到着したのは1トンに過ぎなかっただろうとMACVは推計した。しかし、本当の損失率はおそらくほんの10％だったようである。ただし、ベトナム社会主義共和国には検証可能な情報源がないため、この数字もひいき目の推定値に過ぎない。1970年の輸送物資損失に関するベトナム政府公式の数字は3.4%であった("Victory in Vietnam",p261)。同時期のアメリカ空軍における最善の推計では、輸送中に全物資の1/3を破壊に至らしめたとある。エイブラムス大将は敵兵士11,000人が戦死して2,500人を捕虜にしたと主張したが、彼の数字はCIAによって議論され、エイブラムスの集計数値には民間人の死亡が含まれていると考えられた。
侵攻中の南ベトナム軍は良い成果を上げたが、彼らの指導力は不均一だった。 トリ将軍は、米国メディアから「オウムのくちばし地区のパットン」との愛称を付けられ、兵士達を鼓舞させる機知に富んだ司令官であることを証明した:221。エイブラムス大将もまた、第4兵団の司令官にしてオウムのくちばし作戦の立案者であるグエン・ベト・タン大将の技能を称賛した。南ベトナムにとっては不幸なことに、タンは5月2日にカンボジアで、トリーは1971年2月に、いずれもヘリコプターの墜落（または撃墜）にて戦死した。ただし、このほかの南ベトナム軍指揮官は良い成果を上げられなかった。紛争の後半時期でも、南ベトナム軍将官の登用は軍事専門能力ではなく政治的忠誠心を重んじて行なわれていた。ベトナム化の試練として、この侵攻はアメリカの軍大将および政治家によって同様に称賛された、しかしベトナム側が本当に単独で成果を上げたことは無かった。米国の陸軍と空軍の参加がそのような主張を退けていた。1971年におけるラオスへの侵攻（ラムソン719作戦）の間に単独攻撃作戦を行うよう要請された場合、南ベトナム軍の持っていた弱点が全て一目瞭然になっていたかもしれない。
カンボジア政府は、侵攻が既に実行中となるまでそのことに関して知らされなかった。しかしながら、カンボジアの指導者たちは北ベトナム軍の拠点に対する介入とその結果起こる北ベトナム軍の軍事力弱体化を歓迎した。米国の撤退の後にできた領土内の空白地帯をクメール国軍(FANK)や北ベトナム軍の軍隊が満たせずにいたため、カンボジアの指導部は米国が北ベトナム軍の「聖域」を恒久的に占領することを希望していた。この侵攻が内戦を激化させ、反乱したクメール・ルージュが自らの目的のために新兵を集める手助けになった、と一部の学者たちは主張している。

### 未刊行政府文書
Military Assistance Command, Vietnam, Command History 1967, Annex F. Saigon, 1968.

### 刊行政府文書
- Foreign Relations Series
  - VIETNAM, JULY 1970–JANUARY 1972
  - VIETNAM, JANUARY 1969–JULY 1970

### タイム誌記事
- “Upsetting the Balance”. Time. (1970年3月23日) 2007年4月10日閲覧。
- “Danger and Opportunity in Indochina”. Time. (1970年3月30日) 2007年4月10日閲覧。
- “The Royal Jugglers of Southeast Asia”. Time. (1970年3月30日) 2007年4月10日閲覧。
- “Mounting Uneasiness in Southeast Asia”. Time. (1970年4月6日) 2007年4月10日閲覧。
- “The Nixon Doctrine's Test in Indochina”. Time. (1970年4月13日) 2007年4月10日閲覧。
- “The Three-Theater War”. Time. (1970年4月13日) 2007年4月10日閲覧。
- “Indochina's Crumbling Frontiers”. Time. (1970年4月20日) 2007年4月10日閲覧。
- “A New Horror in Indochina”. Time. (1970年4月27日) 2007年4月10日閲覧。
- “Cambodia: Communists on the Rampage”. Time. (1970年5月4日) 2007年4月10日閲覧。
- “Between the Lines”. Time. (1970年5月4日) 2007年4月10日閲覧。
- “The New Burdens of War”. Time. (1970年5月11日) 2007年4月10日閲覧。
- “At War with War”. Time. (1970年5月18日) 2007年4月10日閲覧。
- “In Search of an Elusive Foe”. Time. (1970年5月18日) 2007年4月10日閲覧。
- “Ten Days—or Ten Years”. Time. (1970年5月18日) 2007年4月10日閲覧。
- “Congress v. the President”. Time. (1970年5月25日) 2007年4月10日閲覧。
- “Cambodia: Now It's 'Operation Buy Time'”. Time. (1970年5月25日) 2007年4月10日閲覧。
- “Exodus on the Mekong”. Time. (1970年5月25日) 2007年4月10日閲覧。
- “Nixon's Campaign for Confidence”. Time. (1970年5月25日) 2007年4月10日閲覧。
- “Cambodia: Toward War by Proxy”. Time. (1970年6月1日) 2007年4月10日閲覧。
- “The Senate: Unloving Acts”. Time. (1970年6月1日) 2007年4月10日閲覧。
- “The Widening Cracks in Nixon's Cabinet”. Time. (1970年6月1日) 2007年4月10日閲覧。
- “Cambodia: A Cocky New ARVN”. Time. (1970年6月8日) 2007年4月10日閲覧。
- “Indochina: More and More Fighters”. Time. (1970年6月15日) 2007年4月10日閲覧。
- “No Confidence on Cambodia”. Time. (1970年6月22日) 2007年4月10日閲覧。
- “Indochina: The Rising Tide of War”. Time. (1970年6月22日) 2007年4月10日閲覧。
- “New Dangers in Cambodia”. Time. (1970年6月29日) 2007年4月10日閲覧。
- “The Cambodian Venture: An Assessment”. Time. (1970年7月6日) 2007年4月10日閲覧。
- “Cambodia: Struggle for Survival”. Time. (1970年7月13日) 2007年4月10日閲覧。
- “Winding Up the Cambodian Hard Sell”. Time. (1970年7月13日) 2007年4月10日閲覧。
- “Gloom in the Land of Smiles”. Time. (1970年7月27日) 2007年4月10日閲覧。
- “The Discreet US Presence”. Time. (1970年8月3日) 2007年4月10日閲覧。